# ایهود بن توویم
ایهود بن توویم (عبری: אהוד בן טובים‎؛ زادهٔ ۱۲ اوت ۱۹۵۲) بازیکن فوتبال اهل اسرائیل بود.
از باشگاه‌هایی که در آن بازی کرده‌است می‌توان به باشگاه فوتبال بنی یهودا تل آویو اشاره کرد.
وی همچنین در تیم ملی فوتبال اسرائیل بازی کرده‌است.